# Sepietta oweniana
La seppietta comune (Sepietta oweniana (d'Orbigny, 1841)) è un mollusco cefalopode appartenente alla famiglia Sepiolidae.

## Distribuzione e habitat
Proviene dal mar Mediterraneo e dall'oceano Atlantico, dove vive in genere oltre i 50 m di profondità; nel mediterraneo è comune fino a 400 m. È diffusa in particolare nel mare del Nord e nello Skagerrak. Vive su fondali sabbiosi o fangosi.

## Descrizione
Il mantello delle femmine raggiunge una lunghezza massima di 5 cm, i maschi sono generalmente più piccoli. La colorazione è molto variabile, spesso bruna-rossastra o tendente al giallo. Le pinne sono sottili, di forma arrotondata; non sono presenti fotofori. Sulle braccia sono presenti due file di ventose, mentre sui tentacoli possono esserci anche più di trenta file di ventose molto piccole.

## Biologia

### Comportamento
È una specie notturna, durante il giorno rimane nascosta.

### Alimentazione
Si nutre di crostacei; gli adulti predano soprattutto mysida e gamberetti (Pasiphaea sivado, Crangon crangon, Palaemon elegans, Eualus cranchii), i giovani di mysida.

### Predatori
I principali predatori sono pesci e cetacei.

### Riproduzione
Solitamente si riproduce in acque costiere, dove depone le uova su poriferi e tunicati.

## Pesca
È una specie molto comune, quindi viene pescata spesso, soprattutto nel mediterraneo (dove è uno dei cefalopodi più pescati); anche se non è di particolare interesse può essere trovata nei mercati ittici.

## Conservazione
Non si hanno dati precisi sulla pesca, quindi la lista rossa IUCN ha classificato questa specie nel 2012 come "dati insufficienti" (DD).